# 托德·蒙特
托德·蒙特（英語：Todd Mundt，1970年5月17日—），美国NBA联盟前职业篮球运动员。